# Antimigranyós
Antimigranyós és aquell medicament emprat en el tractament de la migranya.
Alguns exemples inclouen triptans. Fins fa uns anys s'utilitzaven l'ergotamina i la dihidroergotamina.